# Kleihauer-Betke-test
De Kleihauer-Betke-test is een laboratoriumtest waarbij een onderscheid kan worden gemaakt tussen HbF en HbA.  Het principe van de test is dat een bloeduitstrijkje wordt gemaakt dat wordt gefixeerd waardoor de membraan van de rode bloedcellen doorlaatbaar wordt. Hierna worden de cellen behandeld met een zure buffer. Deze zure buffer zorgt ervoor dat het HbA (dit is het hemoglobine van volwassenen) oplost en uit de cellen stroomt, terwijl het HbF, het hemoglobine van de foetale cellen, niet oplost en achterblijft. Hierna worden de cellen gekleurd met een roze kleurstof (eosine), die het achtergebleven hemoglobine aankleurt. Onder de microscoop wordt vervolgens geteld hoeveel HbF bevattende cellen per 1000 rode bloedcellen worden gezien. De uitslag wordt uitgedrukt als promillage (1 HbF bevattende cel per 1000 HbA bevattende cellen).

## Indicatie zwangerschap
Deze test is van belang bij buiktrauma's van zwangere vrouwen om te bepalen of het bloed van het kind zich heeft vermengd met het bloed van de moeder. Deze foetomaternele transfusie kan ook optreden tijdens de bevalling. Met name bij resus-D-negatieve vrouwen is dit van belang, omdat door contact tussen bloed van het kind en de moeder er in de volgende zwangerschap een afweerreactie tegen de rode bloedcellen van het kind zouden kunnen plaatsvinden, ook wel resusantagonisme genoemd. Om deze reactie te voorkomen, kan een antistof gericht tegen resus-D worden toegediend om te voorkomen dat de moeder geïmmuniseerd raakt en zelf deze antistoffen gaat maken. De hoeveelheid die zou moeten worden toegediend, kan ingeschat worden met de Kleihauer-Betke-test. Bij een resus-D-negatieve moeder vangt één ampul resus-D 20 ml foetaal bloed weg, wat overeenkomt met 4 foetale cellen op 1000 erytrocyten.

## Overige indicaties
Bij hematologische maligniteiten of aanmaakstoornissen kan het HbF verhoogd zijn. Dit wordt meestal onderzocht met HPLC- of elektroforesetechnieken. Het is belangrijk om er op bedacht te zijn dat bij patiënten met erfelijke afwijkingen in de hemoglobineaanmaak, zoals bij thalassemie, een verhoogd promillage HbF kan worden aangetoond zonder dat er sprake was van een bloeding.